# Abancourt (Oise)
Pour les articles homonymes, voir Abancourt.
Abancourt () est une commune française située dans le département de l'Oise, en région Hauts-de-France.

## Géographie

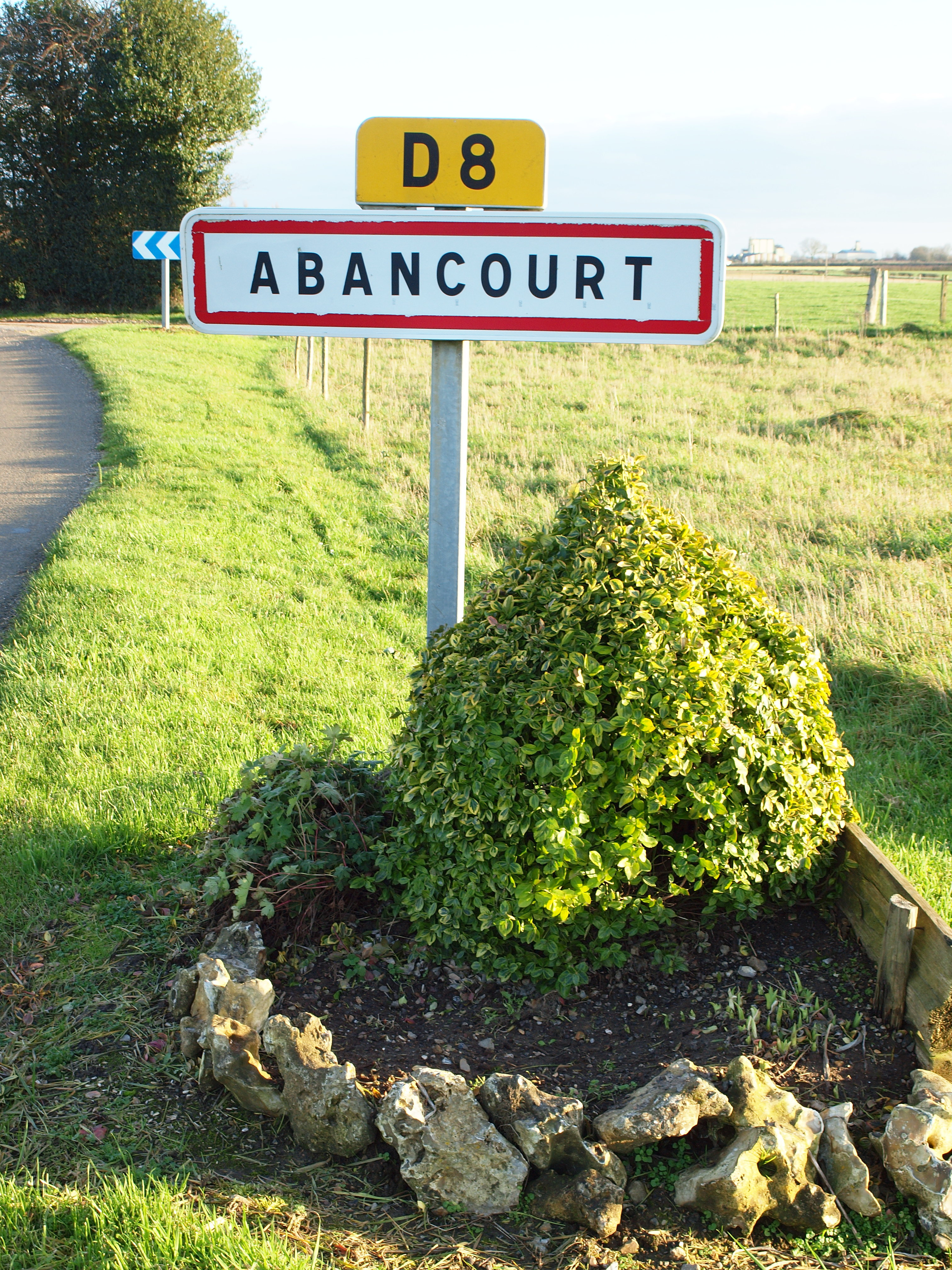

La commune d'Abancourt se situe à l'extrémité ouest du département de l'Oise, en bordure du département de la Seine-Maritime, à 38 km au nord-ouest de Beauvais, 45 km au sud-ouest d'Amiens, à 49 km du Tréport et du littoral de la Manche et à 55 km au nord-est de Rouen.
Le territoire communal, de forme irrégulièrement quadrangulaire, fait partie du vaste plateau qui s'étend des environs de Campeaux jusqu'au département de la Somme.

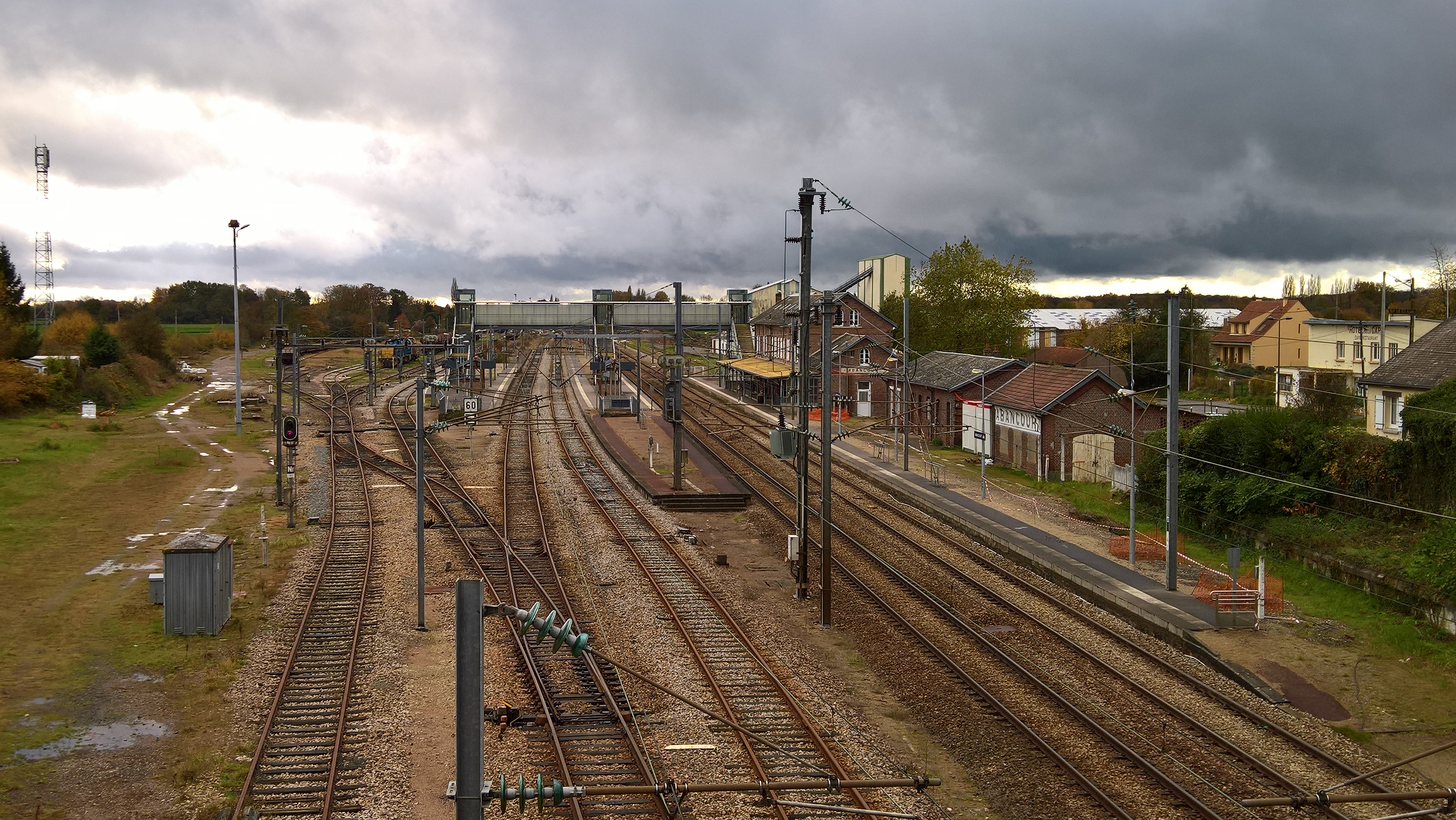
La gare.

### Hydrographie

#### Réseau hydrographique
La commune est située dans le bassin Seine-Normandie. Elle est drainée par la Bresle,.
La Bresle prend sa source à Abancourt et s'écoule vers le nord-ouest à travers le plateau de Formerie pour se jeter dans la Manche au Tréport. Ce fleuve côtier est long de 68  à   72 kilomètres selon les sources et traverse les départements de l'Oise, de la Somme et de la Seine-Maritime.

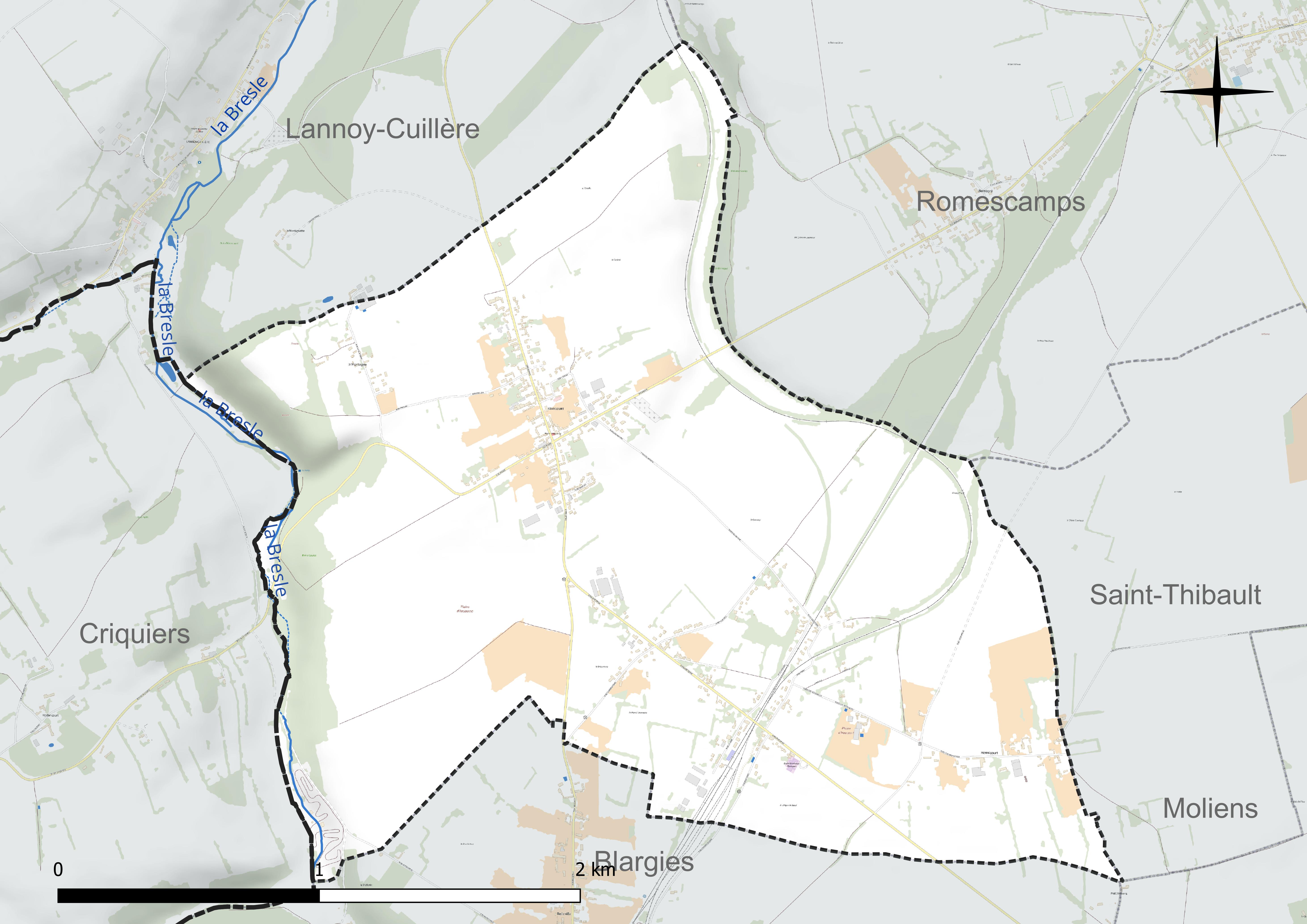
Réseau hydrographique d'Abancourt.

#### Gestion et qualité des eaux
Le territoire communal est couvert par le schéma d'aménagement et de gestion des eaux (SAGE) « Sensée ». Ce document de planification concerne un territoire de 748 km2 de superficie, délimité par le bassin versant de la Bresle. Le périmètre a été arrêté le 7 avril 2003 et le SAGE proprement dit a été approuvé le 18 août 2016. La structure porteuse de l'élaboration et de la mise en œuvre est le syndicat mixte d'aménagement, de gestion et de valorisation du bassin de la Bresle.
La qualité des cours d'eau peut être consultée sur un site dédié géré par les agences de l'eau et l'Agence française pour la biodiversité.

### Climat
Pour des articles plus généraux, voir Climat des Hauts-de-France et Climat de l'Oise.
En 2010, le climat de la commune est de type climat océanique dégradé des plaines du Centre et du Nord, selon une étude du CNRS s'appuyant sur une série de données couvrant la période 1971-2000. En 2020, Météo-France publie une typologie des climats de la France métropolitaine dans laquelle la commune est exposée à un climat océanique et est dans la région climatique Côtes de la Manche orientale, caractérisée par un faible ensoleillement (1 550 h/an) ; forte humidité de l'air (plus de 20 h/jour avec humidité relative > 80 % en hiver), vents forts fréquents.
Pour la période 1971-2000, la température annuelle moyenne est de 9,6 °C, avec une amplitude thermique annuelle de 14,3 °C. Le cumul annuel moyen de précipitations est de 874 mm, avec 13,1 jours de précipitations en janvier et 9 jours en juillet. Pour la période 1991-2020, la température moyenne annuelle observée sur la station météorologique la plus proche, située sur la commune de Saint-Arnoult à 8 km à vol d'oiseau, est de 10,4 °C et le cumul annuel moyen de précipitations est de 797,2 mm,. Pour l'avenir, les paramètres climatiques de la commune estimés pour 2050 selon différents scénarios d'émission de gaz à effet de serre sont consultables sur un site dédié publié par Météo-France en novembre 2022.

## Urbanisme

### Typologie
Au 1er janvier 2024, Abancourt est catégorisée commune rurale à habitat dispersé, selon la nouvelle grille communale de densité à sept niveaux définie par l'Insee en 2022.
Elle est située hors unité urbaine et hors attraction des villes,.

### Occupation des sols
L'occupation des sols de la commune, telle qu'elle ressort de la base de données européenne d'occupation biophysique des sols Corine Land Cover (CLC), est marquée par l'importance des territoires agricoles (85,1 % en 2018), une proportion identique à celle de 1990 (85,1 %). La répartition détaillée en 2018 est la suivante : terres arables (40,4 %), prairies (28,9 %), zones agricoles hétérogènes (15,8 %), zones urbanisées (9,4 %), forêts (5,5 %). L'évolution de l'occupation des sols de la commune et de ses infrastructures peut être observée sur les différentes représentations cartographiques du territoire : la carte de Cassini (XVIIIe siècle), la carte d'état-major (1820-1866) et les cartes ou photos aériennes de l'IGN pour la période actuelle (1950 à aujourd'hui).

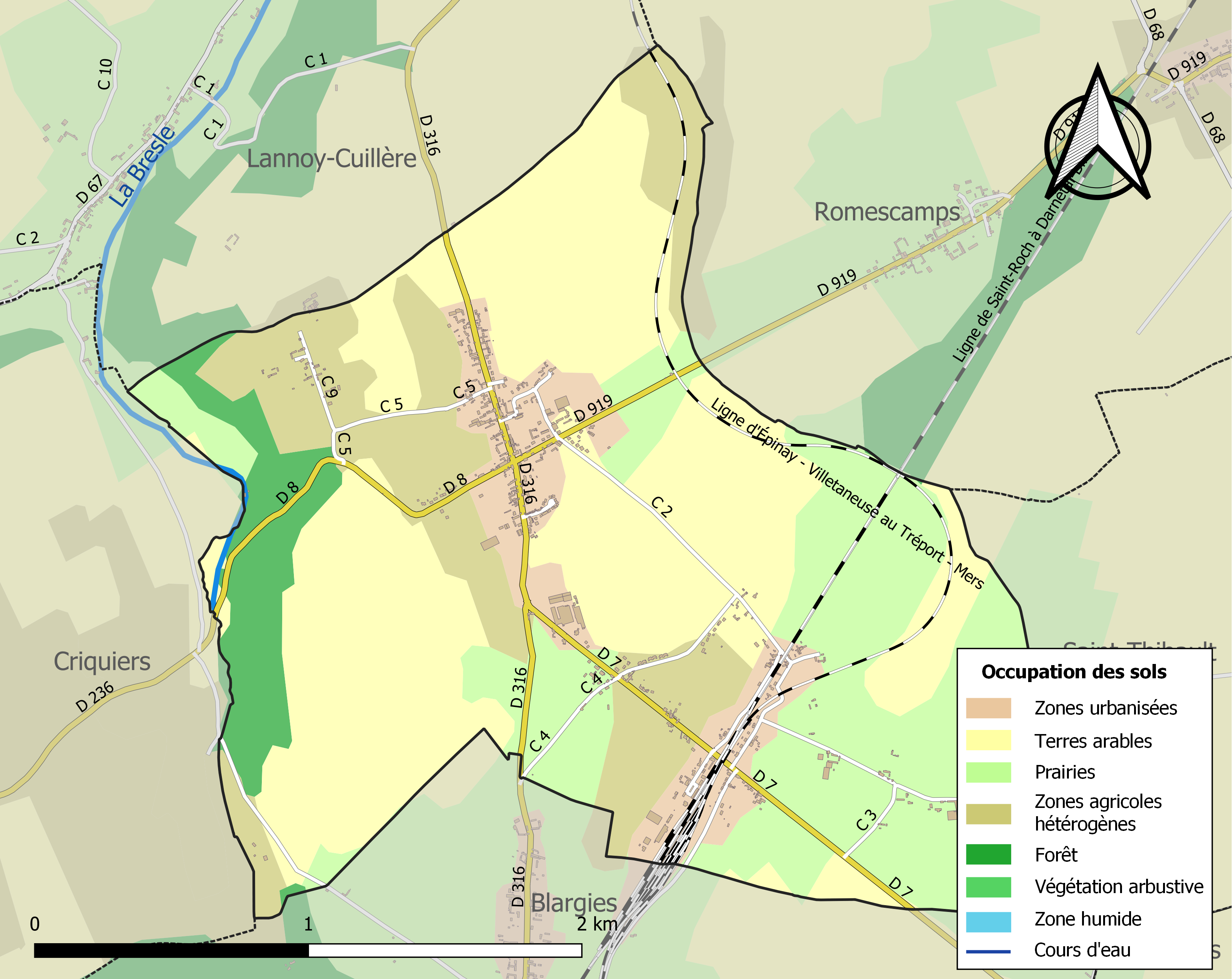
Carte des infrastructures et de l'occupation des sols de la commune en 2018 (CLC).

### Écarts et lieux-dits
La commune compte plusieurs hameaux : Hennicourt, où se trouve la gare d'Abancourt, la Montagne et Ménival.

### Habitat et logement
En 2018, le nombre total de logements dans la commune était de 318, alors qu'il était de 289 en 2013 et de 295 en 2008.
Parmi ces logements, 88,4 % étaient des résidences principales, 4 % des résidences secondaires et 7,6 % des logements vacants. Ces logements étaient pour 95 % d'entre eux des maisons individuelles et pour 4,7 % des appartements.
Le tableau ci-dessous présente la typologie des logements à Abancourt en 2018 en comparaison avec celle de l'Oise et de la France entière. Une caractéristique marquante du parc de logements est ainsi une proportion de résidences secondaires et logements occasionnels (4 %) supérieure à celle du département (2,5 %) et à celle de la France entière (9,7 %). Concernant le statut d'occupation de ces logements, 72,4 % des habitants de la commune sont propriétaires de leur logement (69,4 % en 2013), contre 61,4 % pour l'Oise et 57,5 pour la France entière.
| Typologie                                               | Abancourt | Oise | France entière |
| ------------------------------------------------------- | --------- | ---- | -------------- |
| Résidences principales (en %)                           | 88,4      | 90,4 | 82,1           |
| Résidences secondaires et logements occasionnels (en %) | 4         | 2,5  | 9,7            |
| Logements vacants (en %)                                | 7,6       | 7,1  | 8,2            |

### Voies de communication et transports
La commune d'Abancourt est desservie par les départementales D 8 venant de Criquiers (Seine-Maritime) ; D 316 venant de Aumale (Seine-Maritime) et allant à Formerie ; D 919 venant de Poix-de-Picardie (Somme) ; D 7 venant de Moliens.
La gare d'Abancourt est desservie par des trains TER Hauts-de-France. Il s'agit des lignes K45 (Lille-Flandres <> Rouen Rive Droite), P24 (Amiens <> Abancourt), P30 (Beauvais <> Abancourt <> Le Treport-Mers), P32 (Abancourt <> Beauvais <> Creil) et P45 (Amiens <> Rouen Rive Droite). Les lignes K45 et P45 sont exploitées conjointement avec TER Normandie.
La commune est desservie, en 2023, par les lignes 6103, 6113 et 6124 du réseau interurbain de l'Oise.
Abancourt est située est située à 35 km de l'aéroport de Beauvais-Tillé.

## Toponymie
Mentions d'Abencort en 1146 ; Abencurtis en 1148 ; Hebencurt en 1148 ; Abencurt en 1150 et 1152, Habencourt en 1180, Abencourt en 1337, 1454 et au XVIe siècle.
Durant la Révolution, la commune porte le nom d'Abancourt-la-Montagne.
Voir Abancourt (Nord).

## Histoire

### Origines
Louis Graves indiquait en 1850 : « La situation d'Abancourt sur une chaussée semble indiquer l'origine romaine de ce village, et en effet on a trouvé en différents points, des tuiles à rebord et d'autres restes incontestables de cette époque. La tradition locale prétend d'ailleurs que les Pempliers y eurent un établissement , sorte de croyance qui dans la Picardie rapporte fresque toujours à des vestiges de constructions romaines.
Des traditions plus certaines attribuent la fondation du chef-lieu aux religieux de l'abbaye de Beaubec , qui possédaient dans ce canton, à une époque reculée, des:terres considérables. Il n'y eut d'abord qu'une chapelle ,avec une seule maison  destinée au logement du moine chargé de veiller sur les intérêts de la-communauté ; c'était alors-un prieuré simple.
L'abbaye ayant accensé dans la suite la plus grande partie de son domaine, la population s'accrut assez pour justifier l'érection du prieuré en cure.
L'abbaye avait haute, moyenne et' basse justice ».
À partir du XIVe siècle, Abancourt était le siège d'une seigneurie.

### Époque contemporaine

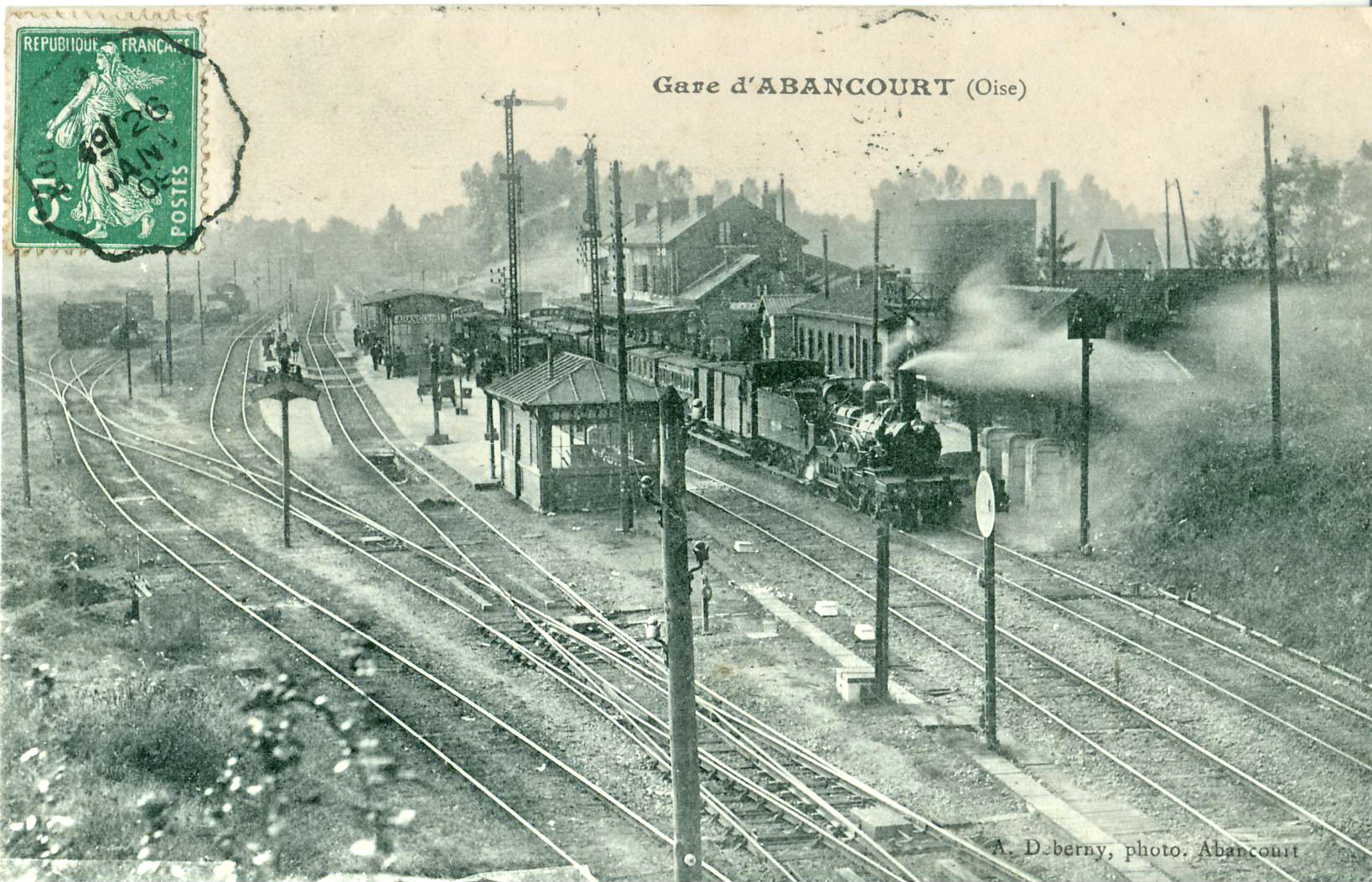
La gare d'Abancourt avant 1909.

Le village est  rebaptisé Abancourt-la-Montagne à la Révolution française. Entre 1791 à 1823, la commune est rattachée à Romescamps. En 1823, Abancourt est détaché de Blargies, mais Hennicourt lui est rattaché.
En 1867, le bourg est desservi par le chemin de fer, avec la création de la gare d'Abancourt sur la ligne Amiens - Rouen, puis est reliée au Tréport et à Paris en 1873-1875.
Pendant la Première Guerre mondiale, une compagnie de prisonniers de guerre allemands stationne à Abancourt en août 1917. Des messages signalent parfois des évasions de prisonniers.
Le village a été décoré de la Croix de guerre 1914-1918 le 6 avril 1922.

## Politique et administration

### Intercommunalité
Abancourt fait partie de la communauté de communes de la Picardie Verte, un établissement public de coopération intercommunale (EPCI) à fiscalité propre créé fin 1996  et auquel la commune a transféré un certain nombre de ses compétences, dans les conditions déterminées par le code général des collectivités territoriales. Son territoire correspond à l'ensemble des communes des cantons de Formerie, Grandvilliers et Marseille en Beauvaisis, ainsi que certaines communes du canton de Songeons.
La commune fait également partie du Grand Beauvaisis, l'un des seize pays à constituer le Pays de Picardie[réf. nécessaire].

### Tendances politiques et résultats
Lors des élections européennes de 2019, le Rassemblement national réalise un score de 51,35 % des voix, contre 23,34 % au niveau national. La République en Marche y réalise un score de 13,06 % des voix contre 22,41 % au niveau national. Le parti Debout la France  réalise un score avec 8,11 % contre 3,51 % au niveau national. Les autres partis y réalisent des scores inférieurs à 7 %, en dessous de leurs scores nationaux.

### Liste des maires
| Période                                  | Période                         | Identité        | Étiquette | Qualité |
| ---------------------------------------- | ------------------------------- | --------------- | --------- | --- |
| Les données manquantes sont à compléter. |                                 |                 |           | |
| avant 1962                               |                                 | Paul Rouvier    |           | |
| avant 1981                               |                                 | André Prin      |           | |
| Les données manquantes sont à compléter. |                                 |                 |           | |
| 1989                                     | 2001                            | Nicole Lefevre  |           | |
| 2001                                     | 2008                            | Emmanuel Potvin | DVG       | |
| 2008                                     | En cours (au 17 septembre 2021) | Jean-Louis Dor  | LC        | Retraité de la fonction publique Président de la CC de la Picardie verte (2014 → 2020) Réélu pour le mandat 2020-2026, |

## Équipements et services publics

### Enseignement
Les enfants de la commune sont scolarisés avec ceux de Blargies au sein d'un regroupement pédagogique intercommunal.

### Culture
La commune s'est dotée en octobre 2019 d'une médiathèque municipale, aménagée dans l'ancienne salle du conseil municipal, et qui fonctionne en réseau avec la médiathèque départementale de l'Oise (MDO),.

### Postes et télécommunications
Le bureau de poste de la commune a fermé en juin 2004, la poste estimant sa rentabilité insuffisante et ce malgré les efforts de la commune qui avait acheté le bâtiment et assurait les charges de chauffage, du ménage…

## Population et société

### Démographie

#### Évolution démographique
L'évolution du nombre d'habitants est connue à travers les recensements de la population effectués dans la commune depuis 1831. Pour les communes de moins de 10 000 habitants, une enquête de recensement portant sur toute la population est réalisée tous les cinq ans, les populations de référence des années intermédiaires étant quant à elles estimées par interpolation ou extrapolation. Pour la commune, le premier recensement exhaustif entrant dans le cadre du nouveau dispositif a été réalisé en 2005.

En 2022, la commune comptait 581 habitants, en évolution de −10,34 % par rapport à 2016 (Oise : +0,87 %, France hors Mayotte : +2,11 %).
| 1831 | 1836 | 1841 | 1846 | 1851 | 1856 | 1861 | 1866 | 1872 |
| ---- | ---- | ---- | ---- | ---- | ---- | ---- | ---- | ---- |
| 615  | 677  | 700  | 666  | 664  | 609  | 598  | 594  | 595  |

| 1876 | 1881 | 1886 | 1891 | 1896 | 1901 | 1906 | 1911 | 1921 |
| ---- | ---- | ---- | ---- | ---- | ---- | ---- | ---- | ---- |
| 569  | 583  | 596  | 555  | 567  | 538  | 531  | 546  | 602  |

| 1926 | 1931 | 1936 | 1946 | 1954 | 1962 | 1968 | 1975 | 1982 |
| ---- | ---- | ---- | ---- | ---- | ---- | ---- | ---- | ---- |
| 558  | 629  | 603  | 529  | 509  | 507  | 519  | 527  | 593  |

| 1990 | 1999 | 2005 | 2006 | 2010 | 2015 | 2020 | 2022 | - |
| ---- | ---- | ---- | ---- | ---- | ---- | ---- | ---- | - |
| 582  | 567  | 625  | 635  | 646  | 647  | 606  | 581  | - |

#### Pyramide des âges
La population de la commune est relativement jeune. En 2018, le taux de personnes d'un âge inférieur à 30 ans s'élève à 35,5 %, soit en dessous de la moyenne départementale (37,3 %). À l'inverse, le taux de personnes d'âge supérieur à 60 ans est de 27,9 % la même année, alors qu'il est de 22,8 % au niveau départemental.
En 2018, la commune comptait 312 hommes pour 323 femmes, soit un taux de 50,87 % de femmes, légèrement inférieur au taux départemental (51,11 %).
Les pyramides des âges de la commune et du département s'établissent comme suit.
| Hommes | Classe d’âge | Femmes |
| ------ | ------------ | ------ |
| 1,7    | 90 ou +      | 1,6    |
| 5,4    | 75-89 ans    | 6,8    |
| 18,8   | 60-74 ans    | 21,4   |
| 21,5   | 45-59 ans    | 18,5   |
| 17,1   | 30-44 ans    | 16,2   |
| 19,1   | 15-29 ans    | 15,3   |
| 16,4   | 0-14 ans     | 20,1   |

| Hommes | Classe d’âge | Femmes |
| ------ | ------------ | ------ |
| 0,5    | 90 ou +      | 1,4    |
| 5,5    | 75-89 ans    | 7,6    |
| 15,6   | 60-74 ans    | 16,3   |
| 20,8   | 45-59 ans    | 20     |
| 19,4   | 30-44 ans    | 19,4   |
| 17,6   | 15-29 ans    | 16,2   |
| 20,6   | 0-14 ans     | 19,1   |

## Économie
En 2008, la commune compte un bar-tabac, une boulangerie et une épicerie qui se trouvent sur la rue principale.
À la gare, un hôtel-restaurant faisant également bar-tabac se tient à la disposition de la clientèle.
Une salle des fêtes est aussi disponible à la location.

## Culture locale et patrimoine

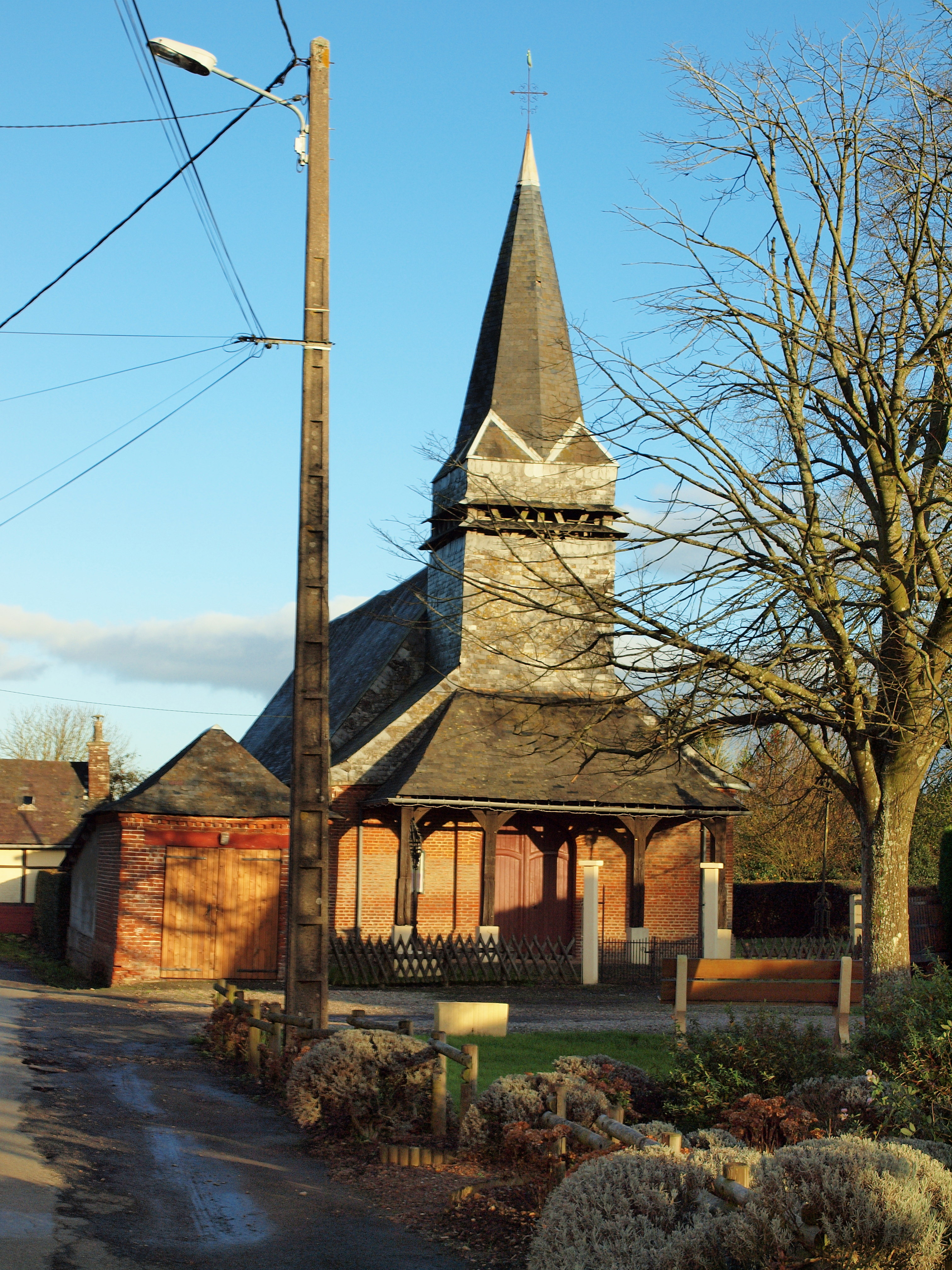
L'église.

### Lieux et monuments
- Église Notre-Dame (XVIIIe siècle)[35], dont la toiture a été rénovée en 2017[36].

- Chapelle d'Hennicourt, construite par la famille Galopin-Mabille en 1856, restaurée en 2008[37].

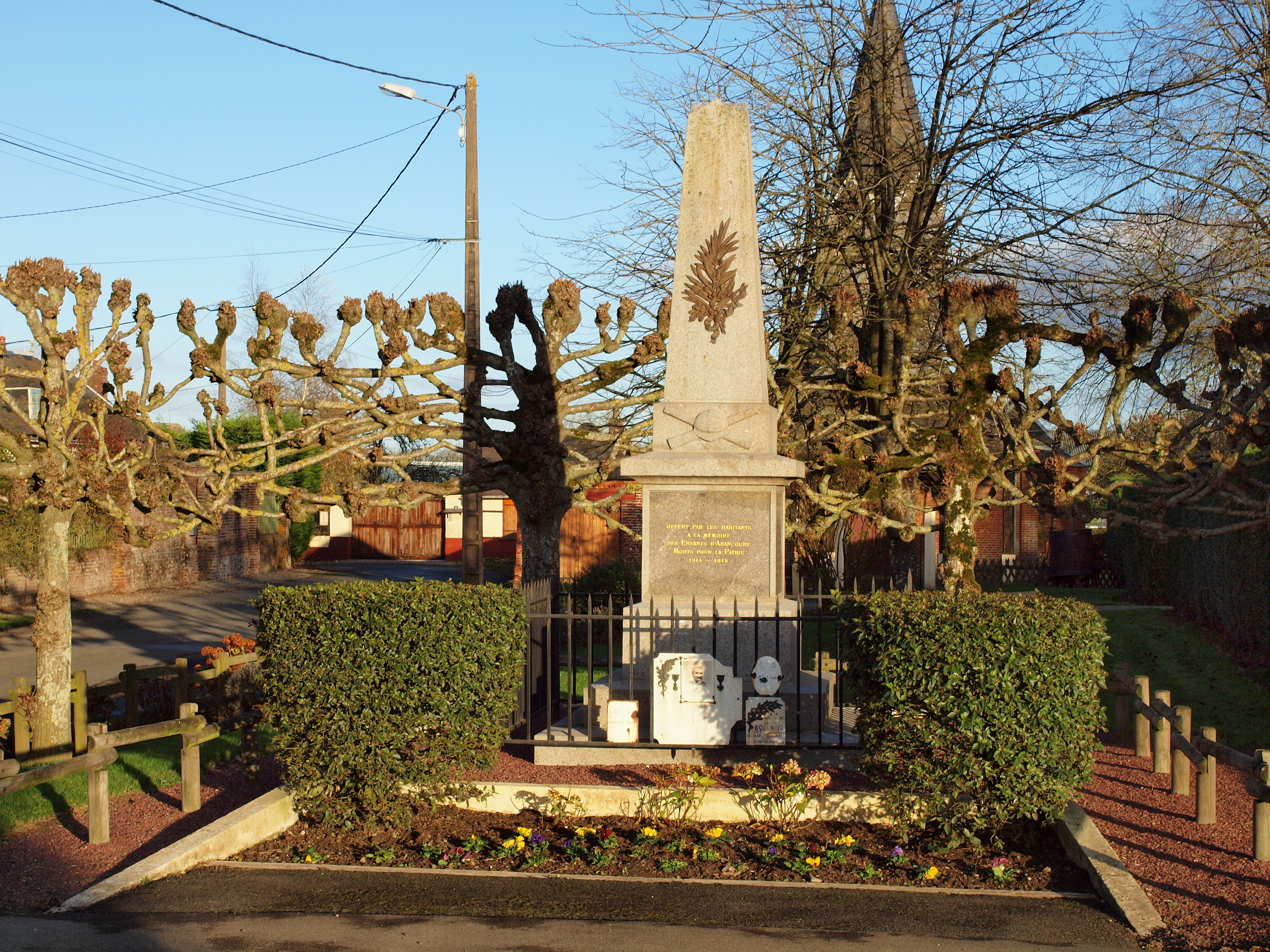
Monument aux morts.
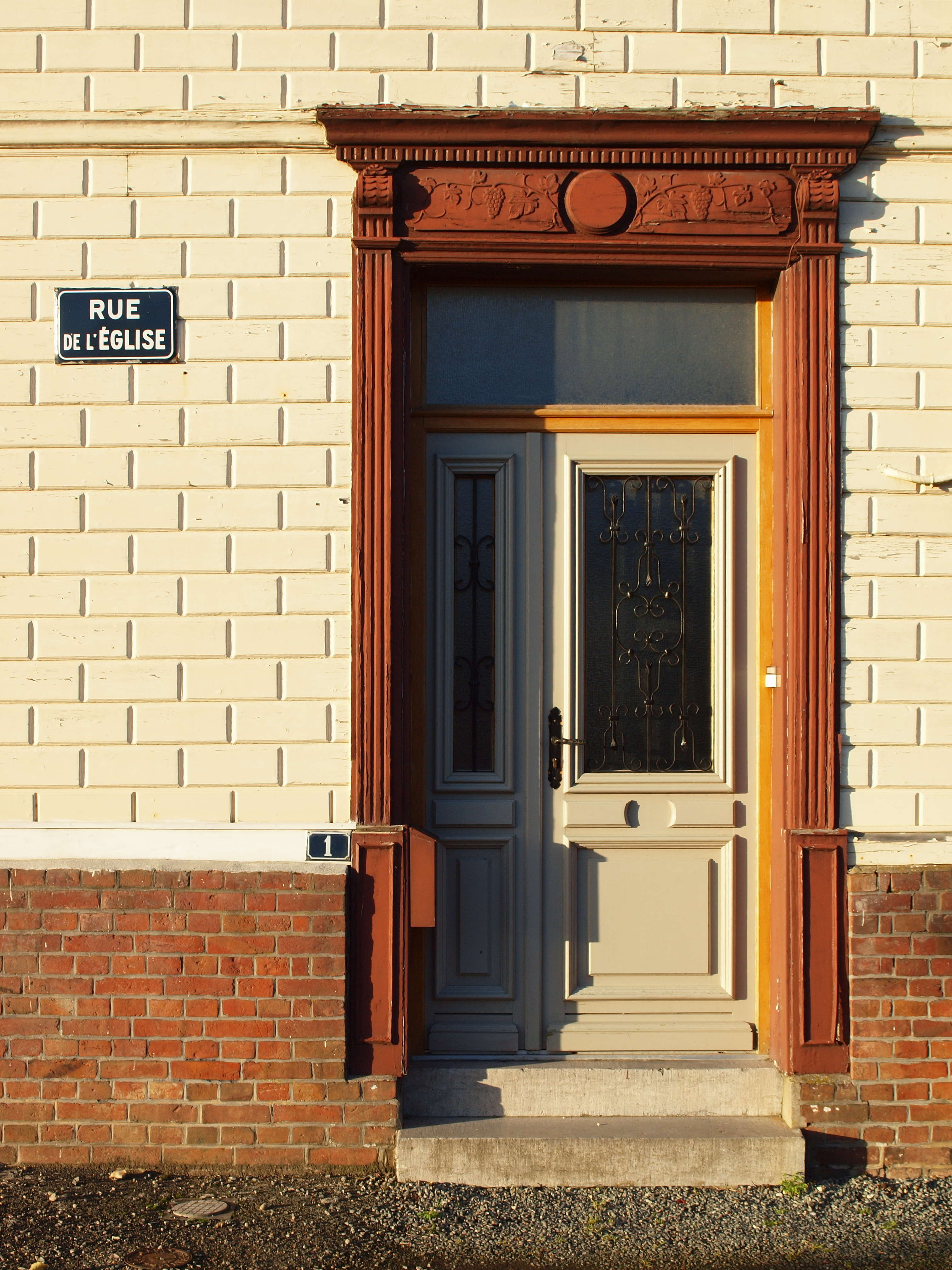
Cadre sculpté de porte de maison.
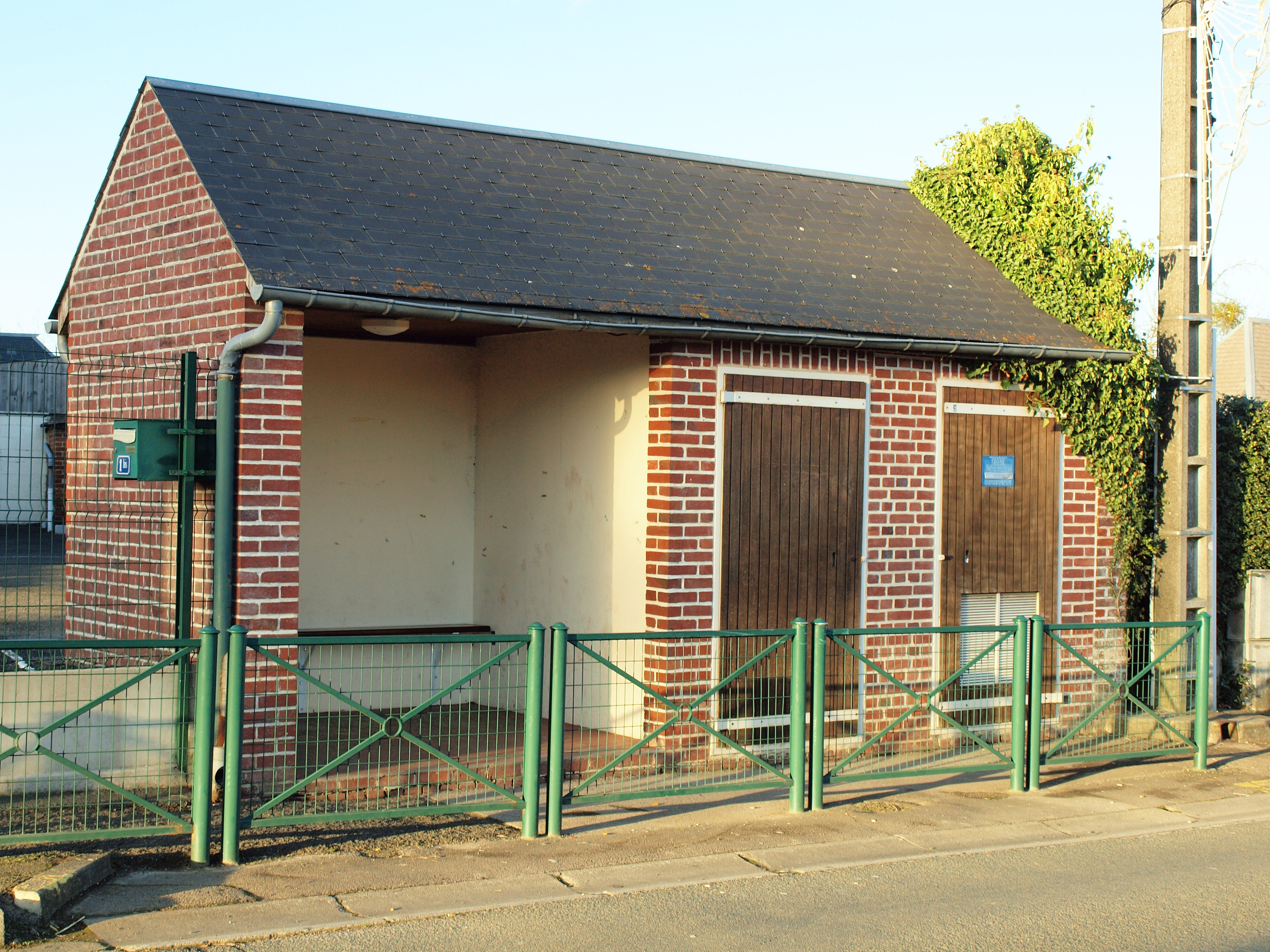
Abribus et transformateur électrique.

### Personnalités liées à la commune
- Druon d'Abancourt est qualifié de chevalier dans un acte du vingt novembre 1455, concernant la vente à son fils Guillaume de la terre de Courcelle-les-Campeaux[1].
- Un Jean et un Adrien d'Abancourt sont, l'un après l'autre, seigneurs d'Abancourt au début du XVe siècle[38].
- Les d'Abancourt ont été jugés nobles par arrêt du conseil du vingt-et-un mai 1667[1].
- Gabriel de Saehy, contrôleur général des fortifications en Picardie, possédait en 1690 le domaine d'Abancourt, ou plus probablement une terre dans l'étendue de la paroisse[1].

### Héraldique
| Blason de Abancourt | Blason  | De gueules à la jumelle ondée en bande d'argent, accompagnée, en chef, d'une couronne de laurier d'or, au franc-quartier d'azur chargé de trois fleurs de lys aussi d'or. |
| Blason de Abancourt | Détails | Le statut officiel du blason reste à déterminer. |